# Ferdinand du Puigaudeau
Ferdinand du Puigaudeau (Nantes, 4 de abril de 1864 – Le Croisic, 19 de septiembre de 1930) fue un pintor entre el impresionismo y
el postimpresionismo francés, relacionado con el grupo Pont-Aven.

## Biografía
Nacido y bautizado Ferdinand Loyen de Puigaudeau en la ciudad de Nantes, capital del departamento de Loira Atlántico, en la región de Países del Loira, fue hijo de Clotilde van Bredenbeck de Chateaubriant y Emile du Puigaudeau, en una rancia familia de terratenientes y armadores enriquecidos por el comercio colonial y luego arruinados. Estudió en varios internados de París y Niza.
Tras viajar a partir de 1882 por Italia y Túnez, en 1886, entró en contacto en Pont-Aven en la pensión de Marie Gloanec, con Paul Gauguin, Émile Bernard y Charles Laval inspiradores de la futura Escuela de Pont-Aven; y poco después, en 1889, viajaría a Bélgica, involucrándose en las actividades del ‘Grupo de los XX’, en especial con Guillaume Vogels, Jan Toorop y James Ensor, y donde también hizo amistad con el artista Constantin Meunier.
Expuso su primer trabajo en el Salón de la Sociedad Nacional de Bellas Artes en 1890, un conjunto de escenas de género convencionales, aunque cercano al impresionismo. En ese periodo, y a través de su padre, tomó contacto con el marchante Paul Durand-Ruel, con quien rompería en 1903.
El 7 de agosto de 1893 contrajo matrimonio en Saint-Nazaire; de la unión nacería su hija Odette, que luego fue una reconocida etnóloga. En 1895 se establecieron en Pont-Aven por tres años, y en 1900 se trasladaron a Sannois, localidad cercana a París.
Visitó Venecia en 1904, donde llegó a pintar medio centenar de obras que expuso a su regreso a París, resultando un fracaso. Arruinado, sobrevivió gracias a unos amigos que le prestaron una casa en Batz-sur-Mer. En 1907, una serie de exposiciones regionales que le organiza su nuevo marchante Préaubert, le permitió alquilar la granja Kervaudu en la aldea de Le Croisic, en la península de Guérande. Allí le visitan amigos pintores como Jean Émile Laboureur, Émile Dezaunay, Ernest de Chamaillard, y escritores como su primo Alphonse de Chateaubriant y José María de Heredia, y participa en la fundación del grupo artístico de Saint-Nazaire (1913). En 1914, la Primera Guerra Mundial le dejó aislado del mundo. En 1919 comenzó a preparar una exposición en Nueva York, para la que trabajó durante cuatro años y que sería cancelada en última instancia, contratiempo que le resultaría psíquicamente fatal. En 1924, aún llegó a ilustrar la novela La Brière de Alphonse de Chateaubriant. Arrastrando un estado semidepresivo que le sume en el alcoholismo, Puigaudeau muere con 66 años el 19 de septiembre de 1930, en compañía de su esposa y su hija.

## Obra bretona
Puigaudeau, influido por la estética colorista de los posimpresionistas del grupo de Pont-Aven, donde era conocido con el apodo de ‘Picolo’, fue un fino pintor de escenas crepusculares o nocturnas, y de efectos lumínicos como los producidos por los fuegos artificiales o los parques de atracciones, si bien en su último periodo también abundan los paisajes soleados.

## Obra en museos
La pintura de Puigaudeau está representada en pinacotecas francesas como las de Morlaix, Nantes, Pont-Aven, Quimper, Saint Nazaire, Vannes o París; y en museos de Estados Unidos (Nueva York o Indianápolis) y España, como el Museo Thyssen-Bornemisza de Madrid.